# King T
Roger McBride (født 14. december 1968), bedre kendt som King T, er en amerikansk vestkyst rapper fra Compton, Californien. Han blev medlem af Capitol Records, hvor han udgav sit debutalbum, Act a Fool, i 1988. Han er nu ejer af sit eget pladeselskab, King T Inc.